# 施必功
施必功，字朝采，號實甫。為中國清朝武官官員，本籍福建晋江。曾擔任過臺灣水師協副將、臺灣鎮總兵、江南狼山鎮總兵等職。
他在金門大膽島上留有「鳳崗」、「第一津」等石刻。

## 生平
施必功是鑾儀衛出身。乾隆初年曾擔任福建水師提標左營守備。乾隆二年到乾隆四年（1737年─1739年）曾任金門鎮標右營遊擊，之後轉為臺灣水師中營遊擊。後來又出任福建水師提標中營參將，到乾隆八年（1743年）為止。乾隆九年（1744年）四月任臺灣水師協副將。乾隆十一年（1746年）五月署臺灣鎮總兵。後來乾隆十二年（1747年）時自臺灣水師協副將轉陞江南狼山鎮總兵，約在任到乾隆十四年（1749年）。
曾誥授懷遠將軍，晉授榮祿大夫。

## 其他
施必功是進士施瓊芳的高叔祖。